# Mike Okamoto
Mike Okamoto est un dessinateur américain de comics.

## Biographie
Mike Okamoto naît à Detroit. Après des études d'art, il commence par travailler comme illustrateur pour des magazines ou dessinateur de publicités. En 1990, il commence à travailler pour les comics chez Innovation Comics en dessinant des épisodes de The Maze Agency et Hero Alliance de Mike W. Barr. Par la suite il se spécialise dans la peinture pour des couvertures de comics chez ce même éditeur. En 1990, il dessine Atomic Age, encré par Al Williamson sur un scénario de Frank Lovece, publié par Marvel Comics dans sa collection Epic Comics. Par la suite, il peint les couvertures de Suspira: The Great Working publié par Chaos! Comics et l'adaptation du roman Incarnations of Immortality: On a Pale Horse de Piers Anthony. En 1992, il reçoit le Prix Russ-Manning.